# Šimpanzi
Šimpanzi (znanstveno ime Pan) so rod opic iz družine človečnjakov. Rod sestavljata dve vrsti: na bolj znanega navadnega šimpanza in na pritlikavega šimpanza ali bonoba; mejo med obema vrstama predstavlja reka Kongo.
Šimpanzi in gorile so, za razliko od orangutanov, zelo družabni. So zelo razviti zaradi njihovih velikih možganov, nimajo pa repa. Bolj uporabljajo roke, pri plezanju se preprijemajo z ene roke na drugo ali se na njih opirajo. Nimajo krempljev ampak nohte, imajo izvrsten vid. Vidijo v barvah kar jim pomaga pri iskanju zrelih sadežev, ki so za njih zelo pomembna hrana. Njihov življenjski prostor so tropski gozdovi in travišča. Po navadi imajo hkrati samo enega mladiča, saj mati ne more istočasno dojiti in več let prenašati več mladičev. Jedo predvsem lahko prebavljivo rastlinsko hrano (npr. sadje in poganjke), znano pa je, da plenijo tudi druge živali, največkrat nevretenčarje.

## Dve vrsti
Vrsti se anatomsko le malo razlikujeta, a se njuno spolno in družabno vedenje vseeno zelo razlikuje. Izpostavljena koža na obrazu, rokah in nogah pri obeh vrstah niha od rožnate do zelo temne, a je na splošno svetlejša pri mladičih, ter potemni, ko dozorijo. Pritlikavi šimpanzi imajo daljše roke in večino časa hodijo pokončno.
Navadni šimpanzi se prehranjujejo vsejede. Gojijo lovsko kulturo beta samcev, ki jih vodi relativno šibak alfa samec, in zelo zapletenimi družbenimi razmerji. Pritlikavi šimpanzi so za razliko od njih večinoma rastlinojedi in imajo egalitarno, matriarhalno, promiskuitetno kulturo.

## Razširjenost
Rod živi v Zahodni in Osrednji Afriki. Bonobo je omejen na deževne gozdove Demokratične republike Kongo; njegovo območje razširjenosti s severa omejuje reka Kongo, ki predstavlja jasno ločnico med obema vrstama.